# Macrodorcas gracilis
Macrodorcas gracilis es una especie de coleóptero de la familia Lucanidae.

## Distribución geográfica
Habita en la India, Vietnam y China.